# Blauohr-Honigfresser
Der Blauohr-Honigfresser (Entomyzon cyanotis) ist ein Singvogel aus der Familie der Honigfresser und die einzige Art der Gattung Entomyzon.

## Merkmale
Der 30 cm lange Blauohr-Honigfresser ist eine große Honigfresserart mit olivgrünem Rücken, schwarzer Haube, schwarzem Bruststreif, weißer Unterseite, einem weißen Fleck am Hinterkopf und großen kahlen blauen Hautpartien um die Augen. Er besitzt eine lange Zunge mit pinselähnlicher Spitze, mit der er Nektar aus hohen Blütenkelchen holen kann.

## Vorkommen
Der Lebensraum des Blauohr-Honigfressers umfasst Nord- und Ostaustralien sowie Südneuguinea. Er lebt in lichten Wäldern und Buschlandschaften.

## Verhalten
Der Blauohr-Honigfresser lebt in kleinen, territorialen Gruppen.
Zur Nahrung gehören Pollen, Beeren, Nektar und Früchte (z. B. Bananen, Trauben) und Insekten, die er beim Auflecken des Nektars zufällig mit aufleckt.
Der Blauohr-Honigfresser ist vor allem während der Paarungszeit gewöhnlich sehr aggressiv. Er benutzt häufig verlassene Nester anderer Vögel und vertreibt manchmal sogar Graukronentimalien aus ihren Nestern. Gelegentlich baut er eigene, große, schalenförmige Nester, die er auch gegen Menschen erbittert verteidigt. In der Brutzeit von Juni bis Februar werden 2 bis 3 Eier 16 Tage vom Weibchen allein bebrütet. Beide Elternvögel sowie die anderen Vögel der Gruppe helfen jedoch mit bei der Aufzucht der Jungvögel.

## Trivia
Der Graulaubenvogel imitiert unter anderem die Rufe des Blauohr-Honigfressers, wenn diese sich einem Nest nähern.

## Einzelbelege
1. ↑   Clifford B. Frith, Dawn. W. Frith: The Bowerbirds – Ptilonorhynchidae. Oxford University Press, Oxford 2004, ISBN 0-19-854844-3. S. 427